# ウィリアム・ヘイ (第18代エロル伯爵)
第18代エロル伯爵ウィリアム・ジョージ・ヘイ（英: William George Hay, 18th Earl of Erroll、1801年2月21日 - 1846年4月19日）は、イギリスの貴族。アザミ勲章勲爵士（KT）、ロイヤル・ゲルフ勲章ナイト・グランド・クロス勲爵士（GCH）、枢密顧問官（PC）。

## 生涯
第17代エロル伯爵ウィリアム・ヘイと、妻のアリシア・ヘイ（旧姓エリオット）の間に次男として生まれる。イートン・カレッジで教育を受けた。
エロル伯爵位の法定推定相続人であった兄のヘイ卿ジェイムズ・ヘイがワーテルローの戦いで戦死したため、1819年に父が死去するとウィリアムが爵位を継承した。1822年のジョージ4世のスコットランド行幸の際には、スコットランド大司馬として8月22日に行われたホリールード宮殿からエディンバラ城へのジョージ4世の行進を司った。1823年と1831年にはスコットランド貴族の貴族代表議員に選出され、グレートブリテン及びアイルランド連合王国の貴族院議員となる。1830年から1834年までは王妃アデレード付きの主馬頭（Master of the Horse）を務めた。また1830年にはロイヤル・ゲルフ勲章ナイト・グランド・クロスを受勲している。
1831年1月に枢密顧問官へ列せられ、同年5月には「カウンティ・オヴ・エアにおけるキルマーノックのキルマーノック男爵」（Baron Kilmarnock, of Kilmarnock in the County of Ayr; 連合王国貴族）へ叙された。これは曽祖父の第4代キルマーノック伯爵ウィリアム・ボイドから剥奪された爵位の再興の意味合いがあった。1834年にアザミ勲章を受勲。
1835年に第2代メルバーン子爵ウィリアム・ラム率いるホイッグ党が政権を獲得すると、エロルはMaster of the Buckhoundsに任じられた。1839年には死去した第6代アーガイル公爵ジョージ・キャンベルの後任として王室家政長官（Lord Steward; 王室家令長）へ栄転し、1841年の内閣総辞職まで務めた。
またスコットランドにおいても、1832年にKnight Marischalへ、1836年にアバディーンシャー統監へ任じられ、ともに死去するまで在職した。
1846年4月19日にロンドンのポートマン・スクエアで死去した。爵位は長男のキルマーノック卿ウィリアムが相続した。

## 子女
1820年12月4日にクラレンス＝セント・アンドルーズ公爵ウィリアム（後のイギリス王ウィリアム4世）がドロシー・ジョーダンとの間にもうけた庶子であるエリザベス・フィッツクラレンスと結婚した。
エリザベスとの間に一男三女を儲けた。
- アイダ・ハリエット・オーガスタ・ヘイ（1821年 - 1867年） - ヴィクトリア女王とアルバート公の結婚式で、女王のブライズメイドを務めた。第2代ゲインズバラ伯爵チャールズ・ノエルと結婚。
- ウィリアム・ヘンリー・ヘイ（1823年 - 1891年） - 第19代エロル伯爵。イライザ・アメリア・ゴアと結婚。
- アグネス・ジョージアナ・エリザベス・ヘイ（1829年 - 1869年） - 第5代ファイフ伯爵ジェイムズ・ダフと結婚。
- アリス・メアリー・エミリー・ヘイ（1835年 - 1881年） - チャールズ・エドワード・カシミール・ステュアートと結婚。

アグネスの息子であるアレグザンダーは、エドワード7世の長女ルイーズと結婚した。またイギリス首相のデーヴィッド・キャメロンも子孫の一人である（高祖母の一人が同じくアグネスの娘）。
エロル伯爵夫人エリザベスは1856年1月16日にエディンバラで死去した。